# 4e cérémonie des Razzie Awards
La 4e cérémonie des Golden Raspberry Awards a eu lieu le 8 avril 1984 à Los Angeles en Californie pour « récompenser » le pire de ce que l'industrie cinématographique a produit en 1983.

## Palmarès
Note : en gras ci-dessous, le lauréat.

### Pire film
- Lady Revanche de Robert R. Weston
- Hercule (Hercules) de Menahem Golan et Yoram Globus
- Les Dents de la mer 3 (Jaws 3-D) de Joe Alves
- L'As de cœur (Stroker Ace) de Hal Needham
- Seconde Chance (Two of a Kind) de Roger M. Rothstein et Joe Wizan

### Pire acteur
- Christopher Atkins dans Strip Academy (A Night in Heaven)
- Lloyd Bochner dans Lady Revanche
- Lou Ferrigno dans Hercule (Hercules)
- Barbra Streisand dans Yentl
- John Travolta dans Staying Alive et Second Chance (Two of a Kind)

### Pire actrice
- Pia Zadora dans Lady Revanche
- Loni Anderson dans L'As de cœur (Stroker Ace)
- Linda Blair dans Les Anges du mal (Chained Heat)
- Faye Dunaway dans La Dépravée (The Wicked Lady)
- Olivia Newton-John dans Second Chance (Two of a Kind)

### Pire second rôle masculin
- Jim Nabors dans L'As de cœur (Stroker Ace)
- Joseph Cali dans Lady Revanche
- Louis Gossett Jr. dans Les Dents de la mer 3 (Jaws 3-D)
- Anthony Holland dans Lady Revanche
- Richard Pryor dans Superman 3

### Pire second rôle féminin
- Sybil Danning dans Les Anges du mal (Chained Heat) et Hercule (Hercules)
- Bibi Besch dans Lady Revanche
- Finola Hughes dans Staying Alive
- Amy Irving dans Yentl (aussi nommée pour un Oscar pour ce même rôle.)
- Diana Scarwid dans Les envahisseurs sont parmi nous (Strange Invaders)

### Pire réalisateur
- Peter Sasdy pour Lady Revanche
- Joe Alves pour Les Dents de la mer 3 (Jaws 3-D)
- Brian De Palma pour Scarface
- John Herzfeld pour Second Chance (Two of a Kind)
- Hal Needham pour L'As de cœur (Stroker Ace)

### Pire scénario
- Lady Revanche, scénario de John Kershaw et Shawn Randall, adaptation de Ellen Shephard, d'après un roman de Harold Robbins
- Flashdance, scénario de Tom Hedley et Joe Eszterhas, histoire de Tom Hedley
- Hercule (Hercules), scénario de Lewis Coats (Luigi Cozzi)
- Les Dents de la mer 3 (Jaws 3-D), scénario de Richard Matheson et Carl Gottlieb, histoire de Guerdon Trueblood
- Seconde Chance (Two of a Kind), écrit par John Herzfeld

### Pire révélation
- Lou Ferrigno dans Hercule (Hercules)
- Loni Anderson dans L'As de cœur (Stroker Ace)
- Reb Brown dans Yor, le chasseur du futur (Yor, the Hunter from the Future)
- Cindy et Sandy (les dauphins qui crient) dans Les Dents de la mer 3 (Jaws 3-D)
- Finola Hughes dans Staying Alive

### Pire chanson originale
- The Way You Do It dans Lady Revanche, musique et paroles de Jeff Harrington et J. Pennig
- Each Man Kills The Thing He Loves dans Querelle, musique de Peer Raben, paroles d'un poème d'Oscar Wilde
- Lonely Lady dans Lady Revanche, musique de Charles Calello, paroles de Roger Voudouris
- Yor's World! dans Yor, le chasseur du futur (Yor, the Hunter from the Future), musique de Guido et Maurizio De Angelis, paroles de Barbara Antonia, Susan Duncan-Smith, Pauline Hanna et Cesare De Natale
- Young and Joyful Bandit dans Querelle, musique de Peer Raben, paroles de Jeanne Moreau

### Pire bande originale
- Lady Revanche, de Charles Calello, Jeff Harrington, J. Pennig et Roger Voudouris
- Querelle, musique de Peter Rabin
- Superman 3, morceau adapté et dirigé par Giorgio Moroder
- Yentl, musique de Michel Legrand, parole de Marilyn Bergman et Alan Bergman
- Yor, le chasseur du futur (Yor, the Hunter from the Future), musique de John Scott, Guido et Maurizio De Angelis